# Taufíq Chatíb
Taufíq Chatíb (hebrejsky: תאופיק ח'טיב, Taufik Chatib, arabsky: توفيق خطيب) je izraelský politik a bývalý poslanec Knesetu za strany Sjednocená arabská kandidátka a Arabská národní strana.

## Biografie
Narodil se 21. dubna 1954 ve městě Džaldžulja. Vystudoval v bakalářském programu obor politologie na Bar-Ilanově univerzitě a v magisterském programu obor islámská kultura (tématem diplomové práce byly dávné daňové systémy). Pracoval jako regionální politik. Hovoří arabsky a anglicky. Patří do komunity izraelských Arabů.

## Politická dráha
Působil od roku 1989 jako starosta města Džaldžulja.
V izraelském parlamentu zasedl poprvé po volbách v roce 1996, v nichž kandidoval za stranu Sjednocená arabská kandidátka. Byl pak členem výboru pro drogové závislosti, výboru pro jmenování islámských soudců, výboru pro záležitosti vnitra a životního prostředí a výboru státní kontroly. Mandát obhájil ve volbách v roce 1999, opět za Sjednocenou arabskou kandidátku. Nastoupil jako člen do výboru pro zahraniční dělníky, výboru pro ekonomické záležitosti, výboru etického, výboru pro jmenování islámských soudců a finančního výboru. Během funkčního období vystoupil z mateřské strany a založil vlastní politickou formaci nazvanou Arabská národní strana.
Voleb v roce 2003 se Arabská národní strana neúčastnila.